# Willem VI van Hessen-Kassel
Willem VI van Hessen-Kassel (Kassel, 23 mei 1629 - Haina, 16 juli 1663) was de oudste zoon van landgraaf Willem V van Hessen-Kassel en Amalia Elisabeth van Hanau-Münzenberg. In 1637 volgde hij zijn vader op, maar stond als minderjarige onder voogdij van zijn moeder.
Deze kon niet akkoord gaan met de overeenkomst van 1627, waarbij was overeengekomen dat Hessen-Marburg aan Hessen-Darmstadt toekwam, en zij ontketende de Hessenoorlog (1645-1648). Deze oorlog werd door Hessen-Kassel gewonnen en Hessen-Marburg kwam grotendeels aan Hessen-Kassel bij de Vrede van Westfalen in 1648. Willem VI zelf was vooral bezig met de uitbouw van de universiteiten in zijn gebieden.
Willem was in 1649 gehuwd met Hedwig Sophie van Brandenburg (1623-1683), dochter van hertog George Willem van Brandenburg en Elisabeth Charlotte van de Palts, een kleindochter van Willem van Oranje via zijn dochter Louise Juliana van Nassau.
Willem en Hedwig Sophie kregen de volgende kinderen:
- Charlotte Amalia (1650-1714), in 1667 gehuwd met koning Christiaan V van Denemarken (1646-1699)
- Willem (1651-1670 )
- Karel (1654-1730 )
- Filips van Hessen-Philippsthal (1655-1721)
- George (1658-1675)
- Elisabeth Henriëtte (1661-1683), in 1679 gehuwd met koning Frederik I van Pruisen (1657-1713).

## Voorouders
| Voorouders van Willem VI van Hessen-Kassel | Voorouders van Willem VI van Hessen-Kassel                                                 | Voorouders van Willem VI van Hessen-Kassel                                                 | Voorouders van Willem VI van Hessen-Kassel                                                     | Voorouders van Willem VI van Hessen-Kassel                                                     | Voorouders van Willem VI van Hessen-Kassel                                                         | Voorouders van Willem VI van Hessen-Kassel                                                         | Voorouders van Willem VI van Hessen-Kassel                                                       | Voorouders van Willem VI van Hessen-Kassel                                                       |
| ------------------------------------------ | ------------------------------------------------------------------------------------------ | ------------------------------------------------------------------------------------------ | ---------------------------------------------------------------------------------------------- | ---------------------------------------------------------------------------------------------- | -------------------------------------------------------------------------------------------------- | -------------------------------------------------------------------------------------------------- | ------------------------------------------------------------------------------------------------ | ------------------------------------------------------------------------------------------------ |
| Overgrootouders                            | Willem IV van Hessen-Kassel (1532-1592) ∞ Sabina van Württemberg (1549-1581)               | Willem IV van Hessen-Kassel (1532-1592) ∞ Sabina van Württemberg (1549-1581)               | Johan George van Solms-Laubach (1546-1600) ∞ 1589 Margarete van Schönburg-Glauchau (1554–1606) | Johan George van Solms-Laubach (1546-1600) ∞ 1589 Margarete van Schönburg-Glauchau (1554–1606) | Filips Lodewijk I van Hanau-Münzenberg (1553-1580) ∞ Magdalena van Waldeck-Wildungen (1558 – 1599) | Filips Lodewijk I van Hanau-Münzenberg (1553-1580) ∞ Magdalena van Waldeck-Wildungen (1558 – 1599) | Willem van Oranje (1533-1584) ∞ Charlotte van Bourbon (1546–1582)                                | Willem van Oranje (1533-1584) ∞ Charlotte van Bourbon (1546–1582)                                |
| Grootouders                                | Maurits van Hessen-Kassel (1572-1632) ∞ 1593 Agnes van Solms-Laubach (1578-1602)           | Maurits van Hessen-Kassel (1572-1632) ∞ 1593 Agnes van Solms-Laubach (1578-1602)           | Maurits van Hessen-Kassel (1572-1632) ∞ 1593 Agnes van Solms-Laubach (1578-1602)               | Maurits van Hessen-Kassel (1572-1632) ∞ 1593 Agnes van Solms-Laubach (1578-1602)               | Filips Lodewijk II van Hanau-Münzenberg (1576-1612) ∞ Catharina Belgica van Nassau (1578 – 1648)   | Filips Lodewijk II van Hanau-Münzenberg (1576-1612) ∞ Catharina Belgica van Nassau (1578 – 1648)   | Filips Lodewijk II van Hanau-Münzenberg (1576-1612) ∞ Catharina Belgica van Nassau (1578 – 1648) | Filips Lodewijk II van Hanau-Münzenberg (1576-1612) ∞ Catharina Belgica van Nassau (1578 – 1648) |
| Ouders                                     | Willem V van Hessen-Kassel (1602-1637) ∞ Amalia Elisabeth van Hanau-Münzenberg (1602-1651) | Willem V van Hessen-Kassel (1602-1637) ∞ Amalia Elisabeth van Hanau-Münzenberg (1602-1651) | Willem V van Hessen-Kassel (1602-1637) ∞ Amalia Elisabeth van Hanau-Münzenberg (1602-1651)     | Willem V van Hessen-Kassel (1602-1637) ∞ Amalia Elisabeth van Hanau-Münzenberg (1602-1651)     | Willem V van Hessen-Kassel (1602-1637) ∞ Amalia Elisabeth van Hanau-Münzenberg (1602-1651)         | Willem V van Hessen-Kassel (1602-1637) ∞ Amalia Elisabeth van Hanau-Münzenberg (1602-1651)         | Willem V van Hessen-Kassel (1602-1637) ∞ Amalia Elisabeth van Hanau-Münzenberg (1602-1651)       | Willem V van Hessen-Kassel (1602-1637) ∞ Amalia Elisabeth van Hanau-Münzenberg (1602-1651)       |
| Willem VI van Hessen-Kassel (1629-1663)    |                                                                                            |                                                                                            |                                                                                                |                                                                                                | | |                                                                                                  |                                                                                                  |